# Mutio Scevola
Il Mutio Scevola o Muzio Scevola (título original en italiano; en español, Mucio Escévola) es una ópera en tres actos con música de Francesco Cavalli y un libreto de Giovanni Faustini. Se basa en la historia del héroe romano Cayo Mucio Escévola. La ópera se estrenó en el Teatro San Samuele de Venecia el 26 de enero de 1665 y repuesto en Boloña en 1667. 

## Personajes
| Personaje             | Tesitura           | Reparto del estreno, 26 de febrero de 1665 (Director: – ) |
| --------------------- | ------------------ | --------------------------------------------------------- |
| Muzio Scevola         | tenor              |                                                           |
| Orazio                | soprano            |                                                           |
| Porsenna              | tenor              |                                                           |
| Publicola             | bajo               |                                                           |
| Melvio                | contralto          |                                                           |
| Tarquinio             | bajo               |                                                           |
| Valeria               | soprano            |                                                           |
| Elisa                 | soprano            |                                                           |
| Vitellia              | soprano            |                                                           |
| Ismeno                | bajo               |                                                           |
| Clodio                | contralto          |                                                           |
| Floro                 | soprano            |                                                           |
| Porfiria              | contralto          |                                                           |
| Milo                  | contralto          |                                                           |
| Publio                | tenor              |                                                           |
| La statua di Giano    | bajo               |                                                           |
| Pallade               | contralto          |                                                           |
| Venere                | indefinida         |                                                           |
| Dos vírgenes vestales | cantantes de apoyo |                                                           |